# Димитрије Мадас
Димитрије Мадас (Бела Црква, 6. јун 1942) српски је археолог. Истраживао је велики број значајних локалитета из свих раздобља у многим крајевима Србије, између којих су и: Павловац, Петковица, Славковица, Бањска, Пауље код Лознице, Мајдан на Руднику, Сисојевац и Ждрела.
Био је председник Српског археолошког друштва од 1983. до 1988. године.

## Биографија
Основно образовање је добио у родном граду, где је и матурирао у Гимназији 1961. године. Дипломирао је археологију на Филозофском факултету Београду 1965; на истој катедри је магистрирао са темом „Типологија ваза млађег неолита у Србији, као функција њихове намене“.
Радио је у Заводу за заштиту споменика културе у Крагујевцу у раздобљу 1967-1997, а потом у Заводу за заштиту споменика културе у Панчеву од 1997. године. Живи у Ковину од 1999. године.
Осим функције председника САД (1983-1988), био је и главни и одговорни уредник првог броја Гласника Српског археолошког друштва 1984. године.

## Изабрана библиографија
Монографије
- Археолошка испитивања на црквини "Петковица" код Страгара, Републички завод за заштиту споменика културе, Београд, 1970.
- Типологија ваза млађег неолита у Србији, као функција њихове намене, магистарски рад, Универзитет у Београду, Филозофски факултет, Одељење за археологију, 1975.
- Славковица: средњовековна црква: средњовековно гробље: гробови деспота Ђурђа, Јерине и Лазара Бранковића, „Светлост“ и Завод за заштиту споменика културе, Крагујевац, 1984.
- Налазишта и археолошки локалитети на територији општине Бела Црква, Завод за заштиту споменика културе, Панчево, 2001.
- Налазишта и археолошки локалитети на територији општине Ковин, Центар за културу, Ковин, 2012.

## Награде и признања
- Повеља Српског археолошког друштва (1983)
- Медаља поводом 150 година заштите споменика у Србији (1994)
- Награда за животно дело Друштва конзерватора Србије (1998)[1]